# Articolla
Articolla är ett släkte av fjärilar. Articolla ingår i familjen vecklare.
Kladogram enligt Catalogue of Life:
| Articolla | \| \| Articolla cyclidias \| \| \| \| \| \| Articolla myriolychna \| \| \| \| \| \| Articolla scioëssa \| \| \| \| |
|           | \| \| Articolla cyclidias \| \| \| \| \| \| Articolla myriolychna \| \| \| \| \| \| Articolla scioëssa \| \| \| \| |
|           | Articolla cyclidias                                                                                                |
|           | |
|           | Articolla myriolychna                                                                                              |
|           | |
|           | Articolla scioëssa                                                                                                 |
|           | |